# Pantala
Genre
Pantala  est un genre dans la famille des Libellulidae appartenant au sous-ordre des anisoptères dans l'ordre des odonates. Il comprend deux espèces : Pantala flavescens et Pantala hymenaea. Ces libellules sont reconnues pour être des espèces migratrices. Le nom vernaculaire du genre est Pantale.

## Liste des espèces[4]
- Pantala flavescens (Fabricius), 1798
- Pantala hymenaea Say, 1840

## Galerie

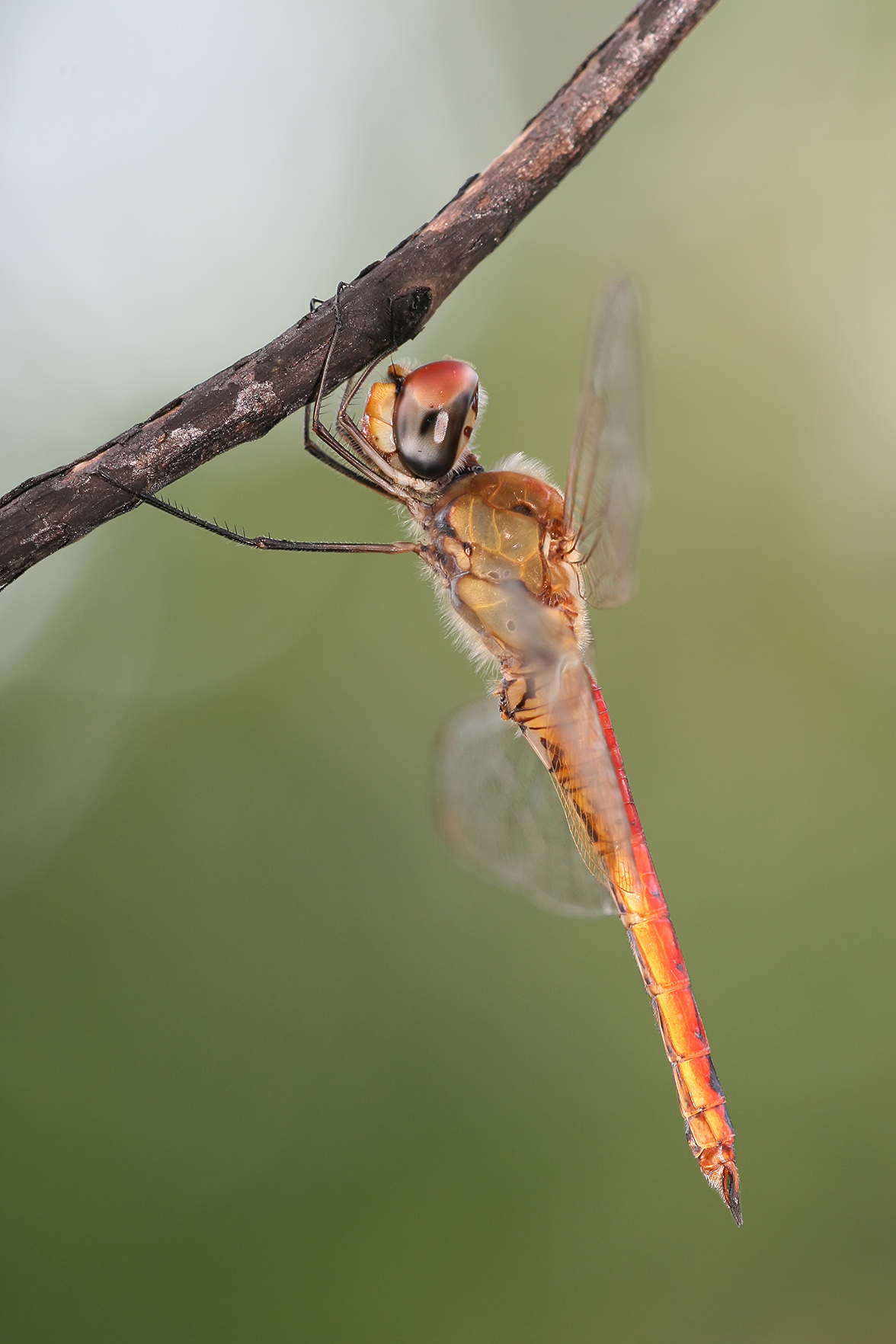
Pantala flavescens mâle
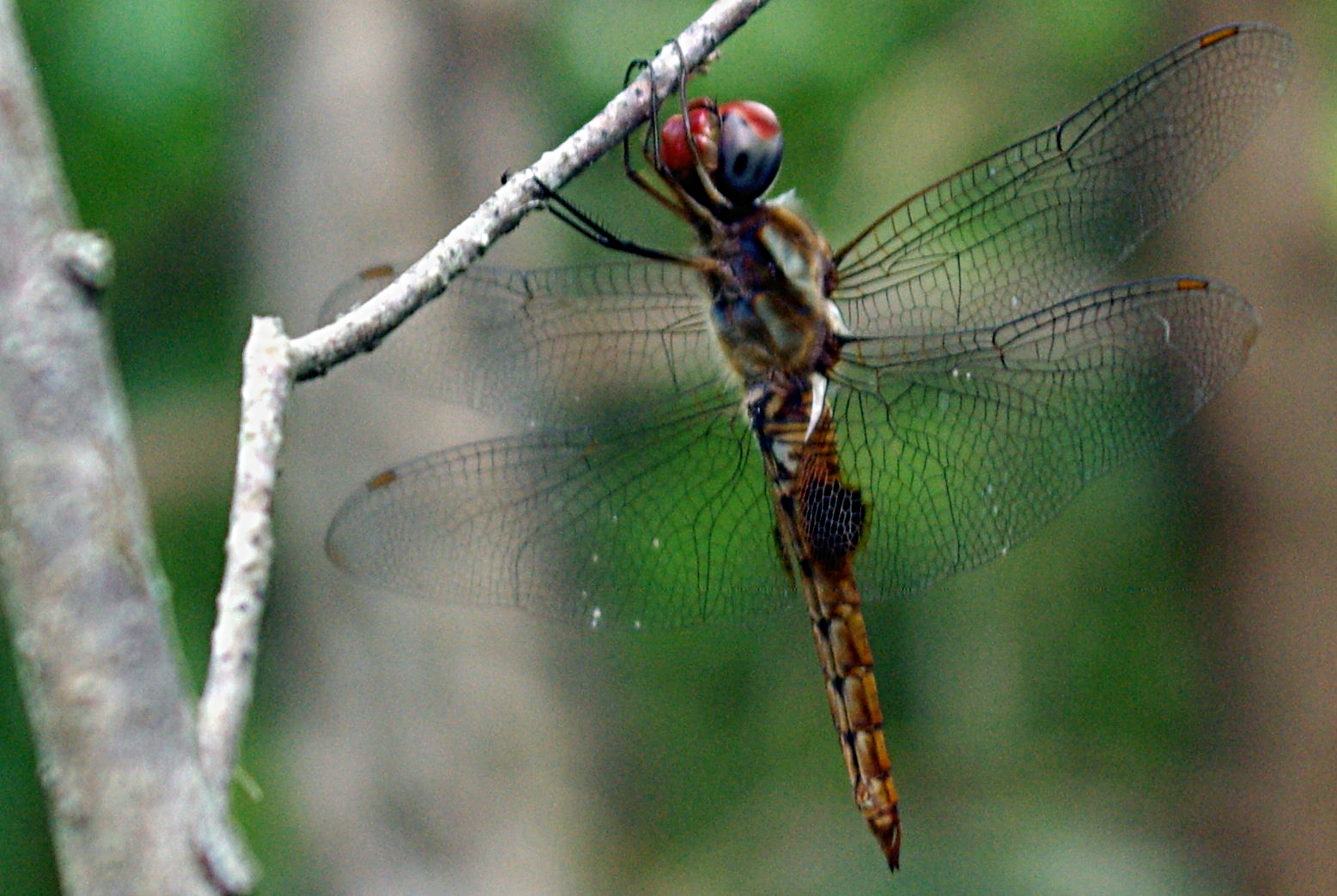
Pantala hymenaea mâle